# Хурвин
Хурвин (перс. خوروين‎) — село на севере Ирана, в остане Альборз. Входит в состав шахрестана Саводжболаг. Является частью дехестана (сельского округа) Чендар бахша Чендар.

## География
Село находится в центральной части Альборза, в предгорьях южного Эльбурса, на расстоянии приблизительно 13 километров к северо-северо-западу (NNW) от Кереджа, административного центра провинции. Абсолютная высота — 1532 метра над уровнем моря.

## Население
По данным переписи 2006 года население села составляло 866 человек (458 мужчин и 408 женщин). В Хурвине насчитывалась 261 семья. Уровень грамотности населения составлял 72,29 %. Уровень грамотности среди мужчин составлял 75,11 %, среди женщин — 69,12 %.